# Villarino (Truchas)
Villarino (en cabreirés Villarinu) es una localidad del municipio leonés de Truchas, en la comunidad autónoma de Castilla y León en la Comarca de La Cabrera en la denominada Cabrera Alta. El pueblo se encuentra al este del municipio, bañado por el río Iruela. Se accede a la localidad a través de una carretera local que se toma en la localidad de Iruela.
La iglesia está dedicada a santa María Magdalena.

## Localidades limítrofes
Confina con las siguientes localidades:
| Noroeste: Ambasaguas y Quintanilla deLosada | Norte:Robledo de Losada  | Noreste:Truchas              |
| ------------------------------------------- | ------------------------ | ---------------------------- |
| Oeste:Santa Eulalia de Cabrera              | Rosa de los vientos      | Este:Iruela                  |
| Suroeste:Sierra de La Cabrera               | Sur:Sierra de La Cabrera | Sureste:Sierra de La Cabrera |

## Historia
Así se describe a Villarino (de Cabrera) en el tomo XVI del Diccionario geográfico-estadístico-histórico de España y sus posesiones de Ultramar, obra impulsada por Pascual Madoz a mediados del siglo XIX:

Lugar en la provincia de León (15 leguas), partido judicial y diócesis de Astorga (8), audiencia territorial y capitanía general de Valladolid (30), ayuntamiento de Truchas. Situado en la falda de un cerro; su clima es frío y propenso a dolores de estómago, y de costado y reumas. Tiene 29 casas; iglesia parroquial (Santa María Magdalena) servida por un cura de ingreso y libre provisión; una ermita (el Santísimo Cristo), y medianas aguas potables. Confina con Santa Eulalia, Ambasaguas, Iruela, Truchillas y Doney de Sanabria. El terreno es de mala calidad en su mayor parte, y le bañan las aguas de un arroyo que se forma en el término. Los caminos son locales. Recibe la correspondencia de la Bañeza. Producciones: lino, centeno, patatas y pastos; cría ganados y caza mayor y menor. Industria: 2 ó 3 molinos harineros, 2 telares de lienzos y recriación de muletas, que venden a los 2 ó 3 años en Andalucía; esto y la extracción de lienzos e hilazas constituye el comercio. Población: 29 vecinos, 115 almas. Contribución: con el ayuntamiento.
Diccionario geográfico-estadístico-histórico de España y sus posesiones de Ultramar

## Demografía
Evolución de la población
| Gráfica de evolución demográfica de Villarino entre 2000 y 2017    |
|                                                                    |
| Población de derecho (2000-2017) según el padrón municipal del INE |